# Unión Argentina de Rugby
La Unión Argentina de Rugby (UAR) es la institución que organiza el rugby a nivel nacional en Argentina. Fundada en 1899, es una de las federaciones del rugby más antiguas en el mundo. En 1987 se convirtió en miembro de la World Rugby (entonces, IRFB) al ser invitada para la primera Copa del Mundo de Rugby, y en 1988 participó en la fundación de la Confederación Sudamericana de Rugby, actualmente conocida como Sudamérica Rugby.

## Historia
El primer registro de un partido de rugby jugado en Argentina data de 1873, en el mismo se enfrentaron Banks contra Ciudad. En 1886 Buenos Aires Football Club y Rosario Athletic Club juegan el primer partido entre clubes en Argentina.
El 10 de abril de 1899, cuatro clubes (tres de Buenos Aires y uno de Rosario) deciden crear una institución que reglamente y organice el juego del rugby en el ámbito del Río de la Plata, dando origen para ello a "The River Plate Rugby Union". Los fundadores fueron: Buenos Aires Football Club (1886), Rosario Athletic (1867), Lomas Athletic (1891) y Belgrano Athletic (1896). Su primer presidente fue Leslie Corry Smith.
A partir de entonces, clubes de Buenos Aires y Uniones Provinciales fueron incorporándose a la UAR como instituciones afiliadas. A fines del año 1995 la UAR se escinde y se crea la Unión de Rugby de Buenos Aires para nuclear a los principales clubes de rugby de la Ciudad de Buenos Aires, el área metropolitana y un equipo de la ciudad de Rosario (Atlético del Rosario).

## Amateurismo y el Plan de Alto Rendimiento de la UAR
Único en el mundo, el modelo del rugby argentino es amateur aunque se propone resolver una ecuación paradójica: desarrollarse profesionalmente a nivel de la competencia internacional sin renunciar al semillero y al espíritu del rugby amateur. Con este fin, desde 2009 el rugby argentino encaró un profundo proceso de transformación para poder insertarse en la competencia contra las tres grandes potencias del Sur: los All Blacks, los Wallabies y los Springboks. Así fue como se instrumentó el Plan de Alto Rendimiento (PlaDAR), una base donde los jugadores son entrenados y preparados para poder competir contra jugadores de rugby profesionales. Actualmente existen cinco Centros de Alto Rendimiento denominados "Academias". De esa manera, la Unión Argentina de Rugby comenzó a tener jugadores rentados.

“Es un honor y una muestra de seriedad que las 25 uniones que componen la UAR hayan estado presentes y que todas hayan aprobado por unanimidad lo realizado por el Consejo Directivo durante el 2016. Es un apoyo importantísimo que demuestra que todas las uniones están alineadas a las políticas que venimos llevando a cabo en su nombre y con el rugby amateur, el de nuestros clubes, como parte fundamental del desarrollo del rugby argentino” (Carlos Araujo, Presidente de la Unión Argentina de Rugby).

Raúl Pérez actual entrenador de Jaguares dejará ese puesto para ser director general de los PlaDAR.
Además de las cinco Academias (Cuyo, Buenos Aires, Centro, Litoral y NOA), el Programa de Alto Rendimiento de la UAR cuenta con dieciséis Centros de Rugby.

## Campeonatos
La UAR organiza varios campeonatos nacionales de rugby masculinos y femeninos, para mayores y menores. 
- Competencias entre seleccionados regionales masculinos.
  - Campeonato Argentino de Rugby de rugby 15, creado en 1945, fue el primer campeonato organizado por la UAR en el que competian selecciones de las uniones provinciales. Se disputó hasta el año 2017.[8]
  - Seven de la República, creado en 1981, es un campeonato de selecciones provinciales de rugby 7.[9]

- Competencias masculinas de clubes de diversas uniones.
  - Torneo Nacional de Clubes de rugby 15, creado en 1993, compiten clubes de todo el país.[10]
  - Torneo del Interior de rugby 15, creado en 1998, se enfrentan clubes de diversas uniones del país que no pertenecen a la Unión de Rugby de Buenos Aires (URBA).[11]
- Competencias femeninas.
  - Torneo Nacional de Clubes Femenino desde 2011
  - Campeonato Nacional de Selecciones Femeninas desde 2016.
  - Seven Femenino de la República.

## Controversias
El 18 de enero de 2020 un grupo de jugadores de rugby atacaron en banda a la salida de un local bailable al joven Fernando Báez Sosa y lo asesinaron a golpes. La brutalidad alevosa del ataque generó una reacción de indignación de la población argentina, que se extendió al mundo del rugby y la UAR, acusados de ser muy permisivos ante la multiplicación de situaciones de violencia en grupo protagonizadas por jóvenes jugadores de rugby. La asociación popular de los jugadores de rugby argentinos con la violencia y las conductas de odio, generó la palabra «tincho», para referirse a un tipo de joven de clase media alta, que generalmente juegan al rugby, que no respetan a las personas, son egoístas, misóginos, homofóbicos y racistas, y buscan generar peleas innecesariamente.
Ante el crimen la UAR difundió un comunicado por el que recibió un fuerte repudio debido a que hablaba de “fallecimiento” y no de “asesinato. Simultáneamente, el exjugador y puma, Buenaventura “Gurí” Mínguez, escribió una carta abierta pidiendo perdón en nombre del rugby y señalando la necesidad «de mirar hacia adentro» y «que es preciso disponer de MAESTROS de Maestros ..capaces de educar, orientar preparar, observar, corregir, disciplinar y controlar las conductas pro activas de un JUGADOR DE RUGBY».
En 2020 se dieron a conocer una serie de posteos racistas, homofóbicos y misóginos en redes sociales, realizados por el capitán de los Pumas, Pablo Matera y los jugadores Guido Petti y Santiago Socino. Los jugadores fueron inicialmente sancionados por la UAR, pero ante el pedido de disculpas se levantaron las sanciones.

## Algunas de las rivalidades más importantes del país
- Clásico del Noroeste: Los Mayuatos (Seleccionado de Salta) vs. Los Naranjas (Seleccionado de Tucumán)
- Clásico de San Isidro: CASI Club Atlético San Isidro vs SIC San Isidro Club
- Clásico de zona Oeste del Gran Buenos Aires: Club y Biblioteca Mariano Moreno vs Rugby Club Los Matreros
- Clásico de zona norte del Gran Buenos Aires: CUBA vs Hindú Club
- Clásico de zona Sur del Gran Buenos Aires: Club San Cirano vs Club San Martín
- Clásico de Buenos Aires: Belgrano Athletic Club vs Asociación Alumni
- Clásico de Rosario: Duendes Rugby Club vs Jockey Club de Rosario
- Clásico de la zona sur de Córdoba: Jockey Club Córdoba vs Córdoba Athletic Club
- Clásico de la zona norte de Córdoba: Club La Tablada vs Tala Rugby Club
- Clásicos de la Unión de Rugby del Oeste de la Provincia de Buenos Aires:   Los Miuras (Junín) vs. Social Chacabuco , Bragado Club vs. Racing (Chivilcoy),

Estudiantes (Olavarría) vs. Los Toros (Olavarría), Azul Rugby vs. Club de Remo(Azul), Huracán (Carlos Casares) vs. Atlético 9 de Julio
- Clásico de Santa Fe: Santa Fe Rugby Club vs CRAI Ateneo Inmaculada
- Clásico de Misiones : Capri vs Club Centro de Cazadores
- Clásico de la Patagonia :
- Patoruzú Rugby Club vs Trelew Rugby Club
  - Marabunta Rugby Club vs Neuquén Rugby Club
  - Roca Rugby Club vs Neuquén Rugby Club
  - Allen Rugby Club vs Patos Rugby Club
- Clásicos de Salta:
  - Jockey Club vs. Gimnasia y Tiro
  - Tigres Rugby Club vs. Jockey Club
  - Gimnasia y Tiro vs. Universitario
  - Universitario vs. Jockey Club
- Clásicos de Tucumán:
  - Tucumán Rugby Club vs. Universitario Rugby Club
  - Tucumán Rugby Club vs. Tucumán Lawn Tennis Club
  - Cardenales Rugby Club vs. Lince
  - Corsarios vs. Bajo Hondo
  - Tucumán Rugby vs. Jockey Club
  - Los Tarcos vs. Universitario
- Clásico de Santiago del Estero:
  - Santiago Lawn Tennis vs. Old Lions
- Clásicos de Mendoza:
  - Los Tordos vs. Marista
  - Marista Rugby Club vs. Liceo Rugby Club
  - Liceo Rugby Club vs. Los Tordos Rugby Club
  - San Jorge Rugby Club vs. Belgrano Rugby Club
  - Marista Rugby Club vs. Mendoza Rugby Club

## Selecciones nacionales
La selección de rugby de Argentina se conformó por primera vez en 1910. Apodada Los Pumas, ha logrado victorias ante Nueva Zelanda, Francia, Inglaterra, Irlanda, Australia, Sudáfrica, Escocia y Gales, y empates ante los Leones Británico-irlandeses; además está invicto a nivel sudamericano. A partir del año 2012, Los Pumas juegan en el Rugby Championship, organizado por SANZAR.
El segundo equipo nacional es Argentina XV, que ha triunfado en el Americas Rugby Championship y la Tbilisi Cup. Los Pampas XV son el tercer equipo argentino, campeón de la Vodacom Cup 2011 y la Pacific Rugby Cup 2014.
La selección de rugby 7 de Argentina juega la Serie Mundial de Rugby 7 de la IRB desde 1999, donde obtuvo el tercer puesto en 2003/04. Ganó dos veces el Seven de Estados Unidos y obtuvo el segundo puesto en la Copa del Mundo de Rugby 7 de 2009 y recientemente se le ha otorgado el segundo puesto en el seven de Cape Town en Sudáfrica.
La selección juvenil de rugby de Argentina ha conseguido el tercer puesto en la Copa Mundial M21 2003, el cuarto en el Mundial Juvenil 2012 y logró el tercer puesto  del Mundial Juvenil 2016 derrotando en su último partido a la selección de Sudáfrica 49-19.
La UAR también cuenta con una selección femenina de rugby 7 que compite anualmente en el Seven Sudamericano Femenino y obtuvo varias veces el vicecampeonato, en este certamen no ha logrado vencer a Brasil, que es el máximo exponente regional.

## Consejo Directivo
A fines de marzo en el marco de una asamblea ordinaria se elige las nuevas autoridades de la unión que ejercerán hasta el 2016.
- Carlos Araujo, Presidente (Unión de Rugby de Rosario)
- Néstor Galán, Vicepresidente 1º (Unión de Rugby de Buenos Aires)
- Andrés Chavanne, Vicepresidente 2º (Unión de Rugby de Tucumán)
- Fernando Rizzi, Secretario (Unión de Rugby de Buenos Aires)
- Carlos Barbieri, Tesorero (Unión de Rugby del Noreste)

## Uniones regionales afiliadas
Al ser la UAR la unión nacional, las demás uniones regionales de la Argentina están afiliadas a la misma.

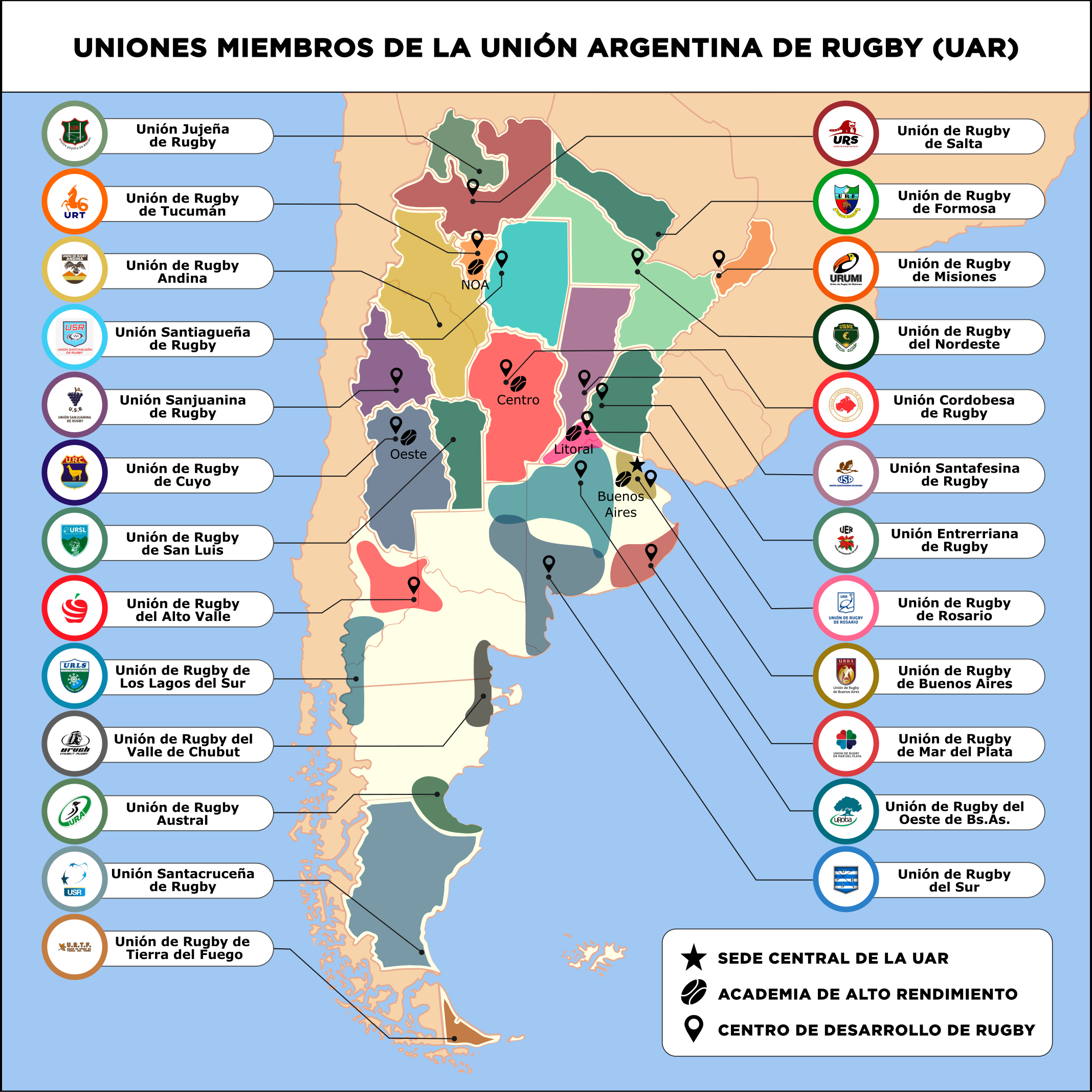

| Unión                                                | Región                                                                                               | Fundación                          |
| ---------------------------------------------------- | --- | ---------------------------------- |
| Unión de Rugby del Alto Valle de Río Negro y Neuquén | Alto Valle del Río Negro y Neuquén                                                                   | 6 de junio de 1959 (66 años)       |
| Unión Andina de Rugby (UAR)                          | La Rioja y Catamarca                                                                                 | 7 de febrero de 2009 (16 años)     |
| Unión de Rugby Austral                               | Sur de Chubut                                                                                        | 1 de marzo de 1971 (54 años)       |
| Unión de Rugby de Buenos Aires                       | Gran Buenos Aires, este de la Provincia de Buenos Aires y un club de Rosario (Provincia de Santa Fe) | 26 de diciembre de 1995 (29 años)  |
| Unión de Rugby del Valle del Chubut                  | Valle del Chubut                                                                                     | 1 de julio de 1971 (54 años)       |
| Unión Cordobesa de Rugby                             | Córdoba                                                                                              | 20 de abril de 1931 (94 años)      |
| Unión de Rugby de Cuyo                               | Mendoza                                                                                              | 22 de septiembre de 1945 (79 años) |
| Unión Entrerriana de Rugby                           | Entre Ríos                                                                                           | 30 de marzo de 1979 (46 años)      |
| Unión de Rugby de Formosa                            | Formosa                                                                                              | 2 de abril de 1988 (37 años)       |
| Unión Jujeña de Rugby                                | Jujuy                                                                                                | 15 de agosto de 1966 (59 años)     |
| Unión de Rugby Lagos del Sur                         | Suroeste de Río Negro y Oeste del Chubut                                                             | 22 de septiembre de 2001 (23 años) |
| Unión de Rugby de Mar del Plata                      | Mar del Plata, Tandil y localidades cercanas                                                         | 27 de octubre de 1951 (73 años)    |
| Unión de Rugby de Misiones                           | Misiones                                                                                             | febrero de 1977 (48 años)          |
| Unión de Rugby del Noreste                           | Chaco y oeste de Corrientes                                                                          | 18 de abril de 1963 (62 años)      |
| Unión de Rugby del Oeste de Buenos Aires             | Oeste de Buenos Aires y La Pampa                                                                     | 30 de julio de 1986 (39 años)      |
| Unión de Rugby de Rosario                            | Rosario y este de Córdoba                                                                            | 14 de agosto de 1928 (97 años)     |
| Unión de Rugby de Salta                              | Salta                                                                                                | 13 de junio de 1958 (67 años)      |
| Unión de Rugby San Luis                              | San Luis                                                                                             | 8 de marzo de 2003 (22 años)       |
| Unión Sanjuanina de Rugby                            | San Juan                                                                                             | 10 de octubre de 1952 (72 años)    |
| Unión Santacruceña de Rugby                          | Santa Cruz y sur de Chile                                                                            | 5 de mayo de 2008 (17 años)        |
| Unión Santafesina de Rugby                           | Santa Fe                                                                                             | 3 de agosto de 1955 (70 años)      |
| Unión Santiagueña de Rugby                           | Santiago del Estero                                                                                  | 2 de octubre de 1968 (56 años)     |
| Unión de Rugby del Sur                               | Sur de Buenos Aires, La Pampa y Viedma                                                               | 8 de mayo de 1954 (71 años)        |
| Unión de Rugby de Tierra del Fuego                   | Tierra del Fuego                                                                                     | 22 de abril de 2000 (25 años)      |
| Unión de Rugby de Tucumán                            | Tucumán                                                                                              | 29 de febrero de 1944 (81 años)    |

1. ↑  Escisión de la Unión Santafesina de Rugby en 1978.
2. ↑  Escisión de la Unión de Cuyo.
3. ↑  Formó parte de la Unión de Rugby del Litoral (hoy Unión de Rugby de Rosario) en 1955. En sus primeros años, varios clubes de Entre Ríos se habían afiliado.
4. ↑  Originalmente formó parte de la Unión de Rugby del Norte.

## Torneos Regionales
Además de los torneos organizados por cada una de las Uniones Regionales afiliadas a la UAR, hay torneos regionales que agrupan a equipos de diversas uniones, siendo estos certámenes clasificatorios para el mencionado Torneo del Interior. Dichos torneos son los siguientes:
- Torneo de Córdoba: región compuesta por la union Cordobesa (UCR).
- Torneo Regional del Litoral: región compuesta por las uniones Entrerriana, Rosarina y Santafesina (UER, URR, USR).
- Torneo Regional del Noroeste: región compuesta por las uniones Salteña, Tucumana,  Jujeña y Santiagueña y (URS,URT, UJR, USR).
- Torneo Regional del Nordeste: región compuesta por la Unión del Nordeste, la Unión de Formosa y la Unión de Misiones (URNE, URF, URIMI).
- Torneo Regional Pampeano: región compuesta por las uniones de la Provincia de Buenos Aires y de La Pampa: Mar del Plata, Oeste de Buenos Aires y Unión del Sur (URMDP, UROBA; URS).
- Torneo Regional del Oeste: región compuesta por las uniones de Cuyo, Andina, San Luis y San Juan (URC, URA, URSL, URS).
- Torneo Regional Patagónico: región compuesta por las uniones de Valle del Chubut, Unión Austral, Alto Valle y Lagos del Sur, (URVCh, URA, URAV, URLS) más las uniones de Santa Cruz y Tierra del Fuego que no compiten actualmente.